# Hans Kessler
Hans Kessler (Schwäbisch Gmünd, 12 marzo 1938) è un teologo tedesco.

## Biografia e carriera
Dal 1957 al 1961 Kessler ha studiato filosofia e teologia cristiana all'università di Tubinga e all'università di Würzburg. Dal 1964 al 1969 ha lavorato all'università di Münster, dove è stato assistente di Walter Kasper; nel 1969 ha conseguito il dottorato in teologia nella stessa università. Nel 1972 è diventato professore di teologia sistematica nel dipartimento di studi religiosi dell'università Goethe di Francoforte e nel 1987 si è trasferito nel nuovo dipartimento di teologia cattolica della stessa università, continuando ad insegnare teologia sistematica. Nel 2003 ha lasciato l'insegnamento, diventando professore emerito.
Kessler è sposato ed ha un figlio.

## Libri pubblicati
- Die theologische Bedeutung des Todes Jesu. Eine traditionsgeschichtliche Untersuchung. Patmos, Düsseldorf 1970.
- Sucht den Lebenden nicht bei den Toten. Die Auferstehung Jesu Christi in biblischer, fundamentaltheologischer und systematischer Sicht. Patmos, Düsseldorf 1985.
- Das Stöhnen der Natur. Plädoyer für eine Schöpfungsspiritualität und Schöpfungsethik. Patmos, Düsseldorf 1990.
- Christologie. In: Theodor Schneider (Hrsg.): Handbuch der Dogmatik. Band 1: Prolegomena, Gotteslehre, Schöpfungslehre, Christologie, Pneumatologie. Patmos, Düsseldorf 1992.
- Den verborgenen Gott suchen. Gottesglaube in einer von Naturwissenschaften und Religionskonflikten geprägten Welt. Schöningh, Paderborn u. a. 2006.
- Das Leid in der Welt – ein Schrei nach Gott (= Topos-plus-Taschenbücher. Bd. 631). Echter, Würzburg 2007.
- Evolution und Schöpfung in neuer Sicht. 5. Auflage. Butzon & Bercker, Kevelaer 2017 (1. Aufl. 2009).

### Edizioni in italiano
- La risurrezione di Cristo. Uno studio biblico, teologico-fondamentale e sistematico, Queriniana, Brescia 1999, 20102
- Cristologia, Edizione italiana a cura di Giacomo Canobbio, Queriniana, Brescia 2001, 20216